# Delphinium stachydeum
Delphinium stachydeum là một loài thực vật có hoa trong họ Mao lương. Loài này được (A.Gray) Tidestr. mô tả khoa học đầu tiên năm 1914.